# 勝田敏彦
勝田 敏彦（かつだ としひこ、1962年 - ）は、日本のジャーナリスト。兵庫県出身。通称「勝P」。

## 略歴
京都大学理学部卒、同大学院工学研究科数理工学専攻修了。
1989年朝日新聞社入社。横浜支局、北海道報道部、週刊朝日編集部、東京科学部、大阪科学部、電子電波メディア局、つくば支局、アメリカ総局員、メディアラボ室長補佐、ソーシャルメディアエディター、東京本社科学医療部次長を歴任した。
2021年6月に朝日新聞社を退社し、高エネルギー加速器研究機構に所属。

## 参照
- aサロン＿特派員 世界を走る＿死ぬまでに行きたいところ（ヒューストン発）